# 日昔桂子
日昔 桂子（ひむかし けいこ、1966年11月6日 - ）は日本の女性声優、女優。東京都出身。

## 出演作品

### ゲーム
- 伝説のオウガバトル（アイーシャ/フェルターナ）
- ピノッチアのみる夢（レパラータ）

### ナレーション
- 東京都写真美術館

### MC
- 松葉コーラスコンサート
- 熊谷有梨バレエアート公演

### その他
- QVCジャパン
- 激闘!!アメリカ横断スーパーダイエット!!